# Mechanic: Resurrection
Série
Le Flingueur
(2011)
Pour plus de détails, voir Fiche technique et Distribution.
Mechanic: Resurrection (Le Mécano : Résurrection au Québec) est un film d'action américano-franco-bulgaro-allemand réalisé par Dennis Gansel, sorti en 2016.
Il s'agit de la suite du film Le Flingueur sorti en 2011.
Le film a reçu principalement des critiques négatives, mais a rapporté 125 millions de dollars dans le monde entier, éclipsant son prédécesseur et en faisant un succès commercial.

## Synopsis
Arthur Bishop, ancien tueur à gages, est embauché par Crain, un enfant soldat qu'il a connu dans sa jeunesse. En échange de la vie de Gina, une femme à qui Arthur est attaché, Crain oblige Arthur à assassiner trois personnes. Ces exécutions doivent cependant ressembler à des accidents.

## Fiche technique
Sauf indication contraire, les informations mentionnées dans cette section peuvent être confirmées par les bases de données cinématographiques IMDb et Allociné,  présentes dans la section « Liens externes ».
- Titre original et français : Mechanic: Resurrection
- Titre québécois : Le Mécano : Résurrection
- Réalisation : Dennis Gansel
- Scénario : Philip Shelby et Tony Mosher, d'après une idée originale de Philip Shelby, d'après les personnages créés par Lewis John Carlino
- Musique : Mark Isham
- Direction artistique : Patrick Herzberg, Pongnarin Jonghawklang, James William Newport, Tarnia Nicol, Ivan Ranghelov et Aaron Haye
- Décors : Sebastian T. Krawinkel et Antonello Rubino
- Costumes : Preeyanan 'Lin' Suwannathda
- Photographie : Daniel Gottschalk
- Son : Ivaylo Natzev, Kris Casavant, Raúl Martínez Ávila, Sirapob Tungkasaeranee, Brad Flick
- Montage : Ueli Christen, Michael J. Duthie et Todd E. Miller
- Production : David Winkler, William Chartoff, Robert Earl et John Thompson
  - Production exécutive : Tom Waller
  - Production exécutive (Bulgarie) : Valentin Dimitrov
  - Production exécutive (Sydney) : David Gross et Jodi Maddocks
  - Production déléguée : Frank DeMartini, Avi Lerner, Steven Chasman, Boaz Davidson, Mark Gill, Brian Presley et Trevor Short
  - Coproduction déléguée : Samuel Hadida, Victor Hadida, Lonnie Ramati et Tom Sulkowski
- Sociétés de production[2] :
  - États-Unis : Chartoff-Winkler Productions et Millennium Films, avec la participation de Summit Entertainment et Blue Eyes Entertainment
  - France : Davis Films
  - Hong Kong : ME2 Productions
  - Bulgarie : Nu Boyana Film Studios
  - Allemagne : Nu Image Entertainment GmbH
- Sociétés de distribution[3] :
  - États-Unis : Lionsgate
  - France : Metropolitan Filmexport
  - Allemagne : Universum Film (UFA) et Walt Disney Studios Motion Pictures
  - Belgique : Kinepolis Film Distribution (KFD)
  - Canada : VVS Films
- Budget : 40 millions de $[4]
- Pays de production :  États-Unis,  France,  Bulgarie,  Allemagne
- Langues originales : anglais, portugais, thaï, bulgare
- Format[5] : couleur / noir et blanc - DCP Digital Cinema Package - 2,35:1 (Cinémascope) - son Dolby Digital
- Genre : action, aventures, policier
- Durée : 98 minutes
- Dates de sortie[6] :
  - Allemagne : 25 août 2016
  - États-Unis, Québec : 26 août 2016[7]
  - France, Belgique, Suisse romande : 31 août 2016[8],[9]
  - Bulgarie : 2 septembre 2016
- Dates de sortie[6] :
  - États-Unis : interdit aux moins de 17 ans (R – Restricted)[Note 1]
  - France : tous publics avec avertissement[10],[Note 2]
  - Allemagne : interdit aux moins de 16 ans (FSK 16)
  - Belgique : tous publics (KT/EA : Kinderen Toegelaten / Enfants Admis)[8],[11]
  - Suisse romande : interdit aux moins de 16 ans[12]
  - Québec : 13 ans et plus (violence) (13+ / 13 years and over)[7]

## Distribution
- Jason Statham (VF : Boris Rehlinger ; VQ : Sylvain Hétu) : Arthur Bishop
- Jessica Alba (VF : Barbara Delsol ; VQ : Catherine Bonneau) : Gina Thornton
- Tommy Lee Jones (VF : Féodor Atkine ; VQ : Éric Gaudry) : Max Adams
- Michelle Yeoh (VF : Déborah Perret ; VQ : Linda Roy) : Mei
- John Cenatiempo : Jeremy Cocs
- Toby Eddington : Adrian Cook

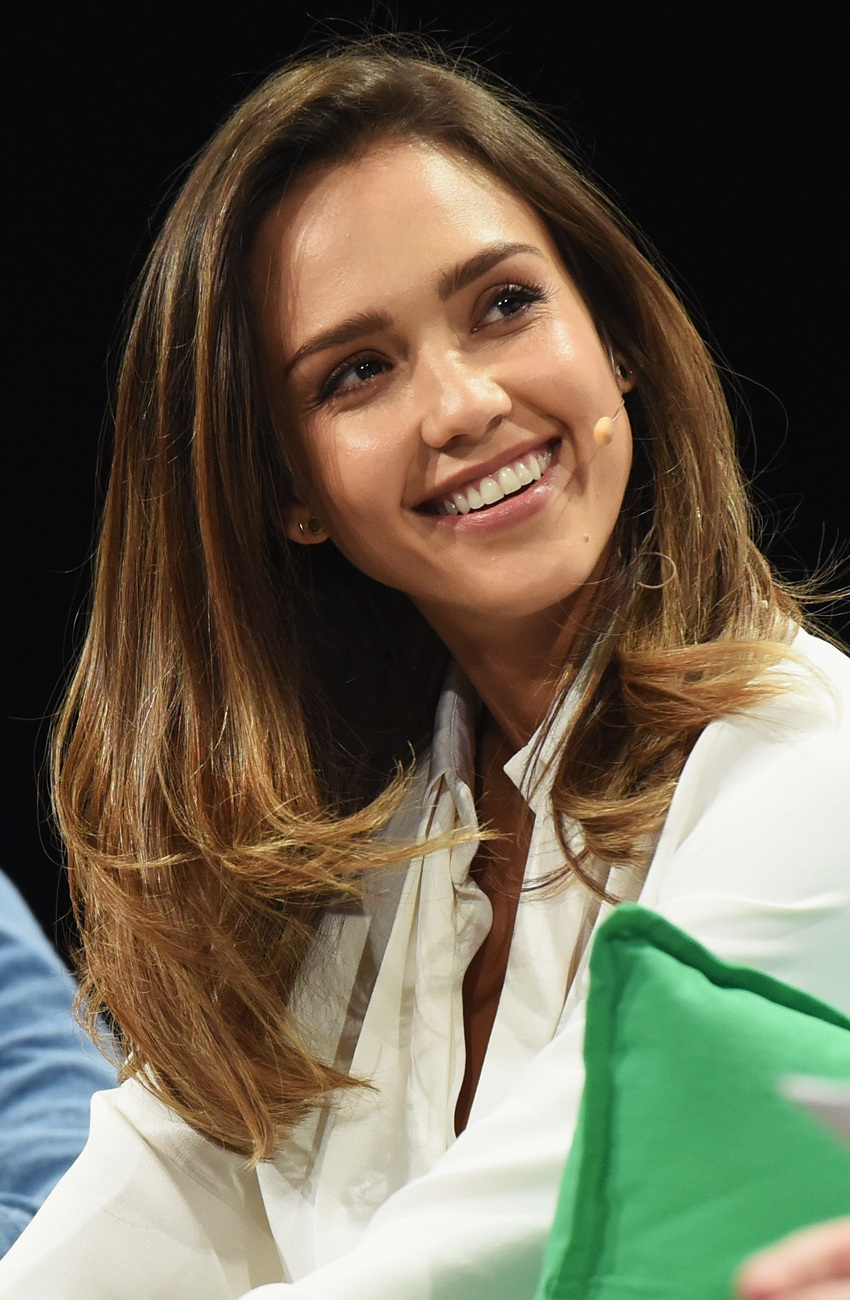
L'actrice principale Jessica Alba, l'année de sortie du film.

- Francis Tonkala Tamouya : Nuujib « Le psychopathe mince »
- Rhatha Phongam : Renee Tran, le coursier de Crain
- Femi Elufowoju Jr. (en) (VF : Lionel Henry) : Marlon Krill
- Anteo Quintavalle : Frank, le voyou de Crain
- Aaron Brumfield : Chef de la sécurité d'Adams
- Vithaya Pansringarm : Sortant de prison
- Soji Ikai : Prisonnier maigre
- Natalie Burn : journaliste
- Sam Hazeldine (VF : Mathieu Moreau ; VQ : Frédérik Zacharek) : Riah Crain

Source et légende : Voix française sur RS Doublage  et voix québécoise sur Doublage QC.CA 

## Accueil
Sur le site Web d'agrégation de critiques Rotten Tomatoes, le film détient une cote d'approbation de 31 % sur la base de 59 critiques, avec une note moyenne de 4,45/10. Le consensus critique du site Web se lit comme suit : "Avec peu de choses à recommander au-delà d'une poignée de décors divertissants, Mechanic: Resurrection suggère que cette franchise aurait dû rester dans sa tombe." Sur Metacritic, qui attribue un score moyen pondéré, le film a un score de 38 sur 100, basé sur 15 critiques, ce qui indique "des critiques généralement défavorables". Le public interrogé par CinemaScore a donné au film une note moyenne de "B+" sur une échelle de A+ à F.
En France, sur le site Allociné, la note moyenne du film pour les 6 critiques de presse française recensées est de 2,8 sur 5, et la note moyenne des critiques du public est de 2,6 sur 5.

### Box-office
Mechanic: Resurrection a rapporté 21,2 millions de dollars en Amérique du Nord et 104,5 millions de dollars dans d'autres territoires pour un total mondial de 125,7 millions de dollars.
Le film est sorti aux États-Unis et au Canada le 26 août 2016, aux côtés de Don't Breathe : La Maison des ténèbres et Hands of Stone, et devrait s'ouvrir à 6 à 8 millions de dollars à partir de 2 258 salles. Il a rapporté 2,6 millions de dollars le premier jour et 7,5 millions de dollars le week-end d'ouverture, terminant 5e au box-office. Le film a rapporté au box office international 125 208 757 dollars, soit plus du double du premier volet.
En Chine, le film a rapporté 24,3 millions de dollars lors de son week-end d'ouverture. La Chine était le plus grand territoire pour le film, avec un brut total de 49,2 millions de dollars.

## Distinctions

### Nominations
- Alliance des femmes journalistes de cinéma 2017 :
  - Plus flagrante différence d'âge entre le personnage principal et l'aimée pour Jason Statham et Jessica Alba[16].